# Малькова (деревня)
Малькова — упразднённая деревня в Вагайском районе Тюменской области России. Входила в состав Зареченского сельского поселения. В 2008 году включена в состав посёлка Заречный и исключена из учётных данных.

## География
Деревня находилась в восточной части Тюменской области, в пределах подтаёжно-лесостепного района лесостепной зоны, на правом берегу реки Вагай. В настоящее время представляет собой южную часть поселка Заречный.

## История
До 1917 года входила в состав Черноковской волости Тобольского уезда Тобольской губернии. По данным на 1926 год деревня Татарка (она же Мухина, Малькова, Зятькова) состояла из 101 хозяйства. В административном отношении входила в состав Полиноашлыкского сельсовета Черноковского района Тобольского округа Уральской области.

## Население
| 1989 | 2002 |
| ---- | ---- |
| 127  | ↘115 |

По данным переписи 1926 года в деревне проживало 494 человека (250 мужчин и 244 женщины), в том числе: русские составляли 100 % населения.